# Guy Le Borgne
Guy Le Borgne, né le 6 janvier 1920 à Rennes et mort le 12 décembre 2007 à Paris 8e, est un général de corps d'armée de l'armée de terre française.
Il est grand-croix de la Légion d'honneur.

## Carrière militaire

### Seconde Guerre mondiale
Sous l'occupation allemande de la France, ce Breton saint-cyrien de la promotion 1939-1940 rejoint l'Afrique du Nord puis le Royaume-Uni pour adhérer à la France libre. Il intègre alors fin 1942 une équipe "Jedburgh" composée de trois hommes (Deux Britanniques et un Français) qui est parachutée dans le Finistère en juillet 1944, pour y aider la résistance française derrière les lignes allemandes. Il rejoint ensuite les Special Air Service français au sein desquels il effectue deux missions toujours "derrière les lignes ennemies", dans les Ardennes puis aux Pays-Bas.

### Après guerre
Après cette guerre, il intègre les régiments parachutistes et sert durant la guerre d'Indochine puis durant la guerre d'Algérie, où il participera notamment à la crise de Bizerte en Tunisie et soutiendra le président Charles de Gaulle durant le putsch d'Alger.
Il multipliera les commandements prestigieux : le 8e bataillon de parachutistes coloniaux en Indochine (1952-1953), le 3e régiment de parachutistes d'infanterie de marine (1961-1962), l'École des troupes aéroportées (1962-1964), le 2e RPIMa (1966-1968), la 11e D.P (1973-1975). Il termine sa carrière comme gouverneur militaire de Lyon de 1976 à 1980 avec le grade de général de corps d'armée.
En 1980, il est élu président de la Confédération nationale des associations parachutistes. Il était membre du comité d'honneur de l'Union nationale des parachutistes depuis 1988.
Il peignait sous le nom de Guy Lezachmeur (le « grand chef » en breton), son pseudonyme durant la Seconde Guerre mondiale. Élève et ami d’Yves Brayer, second président d’honneur des Peintres de l'Armée de terre, il évoquait avec sensibilité dans ses huiles ou dans ses gouaches, des scènes de la vie militaire, mais aussi des paysages pleins de douceur et de vie de la Bretagne, sa région d'origine, du sud-ouest ou du sud-est, ses terres d’adoption. Peintre de l’Armée, Peintre de l’Air et de l’Espace, sociétaire du salon des artistes français, il est récompensé par de multiples distinctions dont le très célèbre prix de la Fondation Taylor.

## Distinctions

### Décorations françaises
- Grand-croix de la Légion d'honneur[2]
- Grand-croix de l'ordre national du Mérite
- Croix de guerre 1939–1945)[3]
- Croix de la Valeur militaire
- Croix de guerre des Théâtres d'opérations extérieurs
- Médaille de la Résistance française (décret du 24 avril 1946)[4]

### Décorations étrangères
- Croix militaire
- Croix de guerre des Pays-Bas